# Idyanthe dilatata
Idyanthe dilatata is een eenoogkreeftjessoort uit de familie van de Idyanthidae. De wetenschappelijke naam van de soort werd in 1905 voor het eerst geldig gepubliceerd door Georg Ossian Sars.